# Eugenia humblotii
Eugenia humblotii är en myrtenväxtart som beskrevs av Adolf Engler och Wilhelm Georg Baptist Alexander von Brehmer. Eugenia humblotii ingår i släktet Eugenia och familjen myrtenväxter.
Artens utbredningsområde är Komorerna. Inga underarter finns listade i Catalogue of Life.